# Бонч-Бруевич, Владимир Дмитриевич
Влади́мир Дми́триевич Бонч-Бруе́вич (28 июня [10 июля] 1873, Москва — 14 июля 1955, там же) — российский революционер, деятель партии большевиков и Советского государства, этнограф, публицист; младший брат военного теоретика Михаила Бонч-Бруевича, ближайший помощник и фактический секретарь Владимира Ленина. Доктор исторических наук.

## Биография
Владимир Бонч-Бруевич родился в семье землемера, выходца из шляхты Могилёвской губернии.
В 1883 году поступил в подготовительные классы Константиновского межевого института в Москве; в 1884—1889 годах учился в этом институте; за организацию выступления студентов был исключён и сослан под надзор полиции в Курск; там окончил землемерное училище.
Вернулся в 1892 году в Москву, вошёл в «Московский рабочий союз». Наладил печать на гектографе и распространение нелегальной литературы. С 1894 года работал в издательстве П. К. Прянишникова «Народная библиотека».
С 1895 года участвовал в работе социал-демократического кружка, позже вошедшего в «Московский рабочий союз». В 1896 году эмигрировал в Швейцарию, организовывал пересылку в Россию революционной литературы и полиграфического оборудования. После знакомства с В. И. Ульяновым (Лениным) стал активным сотрудником «Искры». Учился на естественном факультете Цюрихского университета.
Осенью 1898 года выехал в Англию, где участвовал в организации переселения духоборов с Кавказа в Америку. В 1899 году сопровождал в Канаду последнюю партию духоборов, затем помогал им устроиться на новых местах. Изучал жизнь и верования разнообразных сектантов, в том числе на предмет возможности рассылать сектантам «Искру». Вернувшись из Канады, издавал в издательстве Чертковых «Материалы к истории и изучению русского сектантства» (с 1908 году возобновил их в России под названием «Материалы к истории и изучению религиозно-общественных движений в России»). В 1909 году опубликовал собранные им в Канаде псалмы духоборов («Животная книга духоборцев»).
В 1903—1905 годах — заведующий экспедицией ЦК РСДРП (Женева), один из создателей архива ЦК. В 1904 году издавал специальный социал-демократический журнал для сектантов «Рассвет». В 1905 году вернулся в Россию, работал в газете «Новая жизнь». В 1905 году участвовал в подготовке вооружённого восстания в Санкт-Петербурге, организовывал подпольные склады с оружием.
В 1906—1907 годах — секретарь и член редколлегии журнала «Наша мысль». В 1908—1918 годах руководил большевистским издательством «Жизнь и знание» (издательством «им. В. Бонч-Бруевича и Н. Ленина»). С 1912 года — член редколлегии газеты «Правда». Неоднократно арестовывался, но серьёзным преследованиям не подвергался. В 1917 году — член исполкома Петроградского совета, временный редактор газеты «Рабочий и солдат» (одно из названий — «Вечерний Петербург»).
В 1917 году возглавлял комендатуру района Смольный — Таврический дворец. Был управляющим делами Совета народных комиссаров до октября 1920 года.
Одновременно в декабре 1917 — марте 1918 года был председателем Комитета по борьбе с погромами, в феврале — марте 1918 года — членом Комитета революционной обороны Петрограда.
С 1918 года — управляющий делами СНК РСФСР. Принимал активное участие в национализации банков, в подготовке переезда советского правительства в Москву в марте 1918 года. Завизировал Постановление СНК РСФСР от 05.09.1918 «О красном терроре».
С марта 1918 года — заместитель председателя Совета врачебных коллегий. В 1919 году — председатель Комитета по сооружению санитарно-пропускных пунктов на московских вокзалах и Особого комитета по восстановлению водопровода и канализации Москвы. В 1918—1919 годах — руководитель издательства ЦК РКП(б) «Коммунист». В 1918 году избран действительным членом Социалистической академии общественных наук, в 1918—1920 годах издал ряд книг: «Кровавый навет на христиан», «Волнения в войсках и военные тюрьмы» и др. Как специалист по вопросам религиозного сектантства стал одним из инициаторов и разработчиков Декрета СНК РСФСР от 4 января 1919 года об освобождении от воинской повинности по религиозным убеждениям (тем самым, Советская Россия стала третьей страной в мире после Англии и Дании, предоставившей свободу выбора альтернативной службы взамен военной по религиозным убеждениям).
После смерти Ленина перешёл к научной работе. Автор сочинений по истории революционного движения в России, истории религии и атеизма, сектантству, этнографии и литературе. В 1920—1929 годах был организатором и руководителем опытного совхоза «Лесные Поляны» под Москвой, продукция которого прежде всего направлялась руководителям компартии и правительства.
В феврале — марте 1930 года Владимир Бонч-Бруевич был привлечён как эксперт-религиовед на судебный процесс по делу организатора и руководителя секты «Единый Храм» Дмитрия Шульца. Написал большую статью об этой секте в журнале «Антирелигиозник».
Инициатор создания и первый директор (1933—1945) Государственного литературного музея в Москве. В 1945—1955 годах — директор Музея истории религии и атеизма АН СССР в Ленинграде.

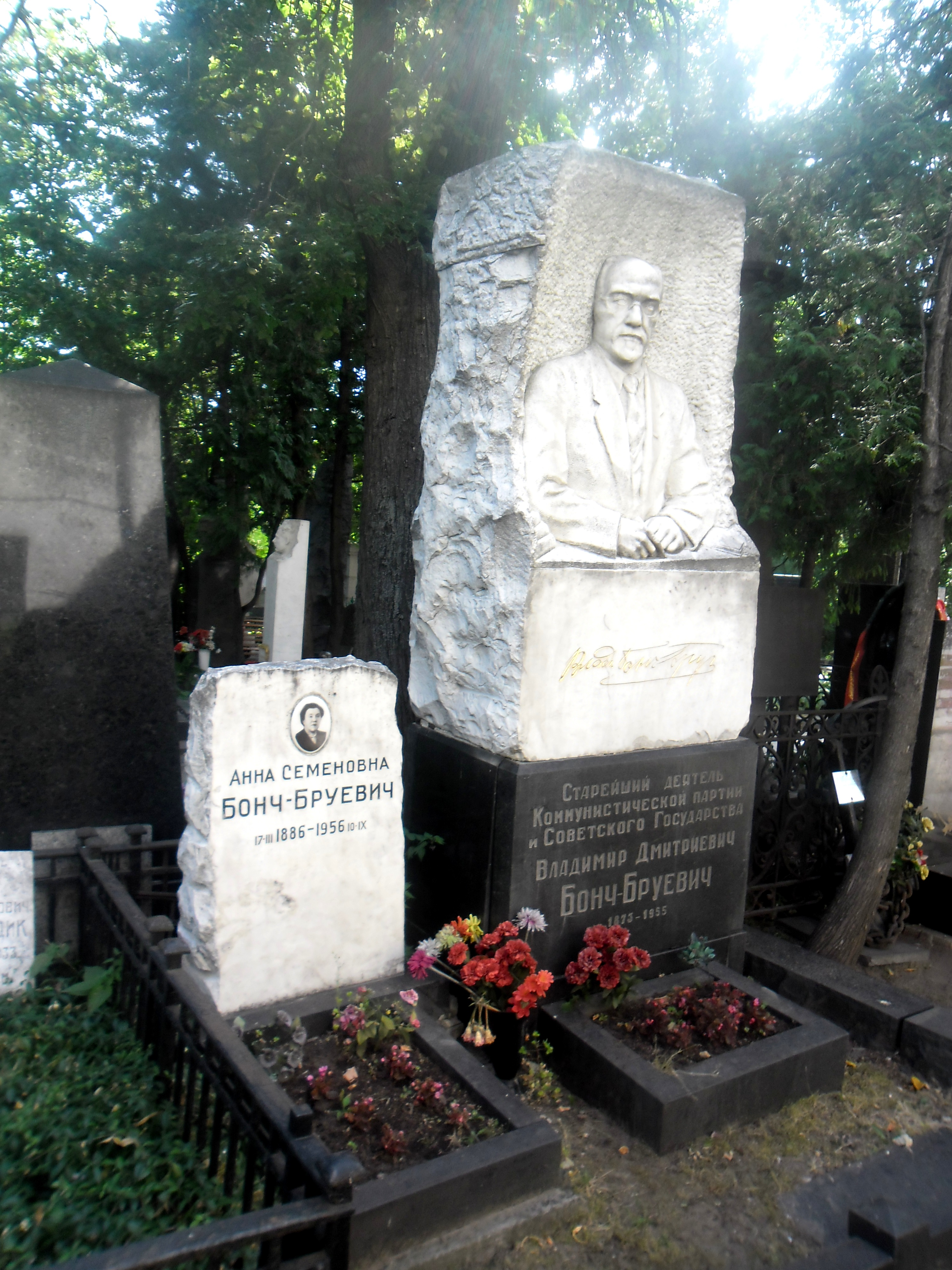
Новодевичье кладбище

Скончался 14 июля 1955 года в Москве; похоронен на Новодевичьем кладбище.

### Псевдонимы
Литературные псевдонимы: Б-ч, Бонч-Бр., В. Б., В. Б. Б., В. Г., В. О., В. Оль—ский, Влад. Оль—ский, Влад. Ольховский, А. Григорьев, Ив. Гаврилов, Н. Волгин, Николай Волгин, Ив. Горленко, Семен Гвоздь, Антон Кругликов, Г. Колосов, Д. Петренко, Ник. Петренко, Петрович, Северянин, Романенко, Москвич, Старожил, Дядя Том (также партийный псевдоним), Читатель, Один из провожавших, Один из публики, Товарищ, Старый товарищ.

### Семья
Отец — Дмитрий Афанасьевич Бонч-Бруевич (26.10.1840 — 16.03.1921), землемер; мать — Мария Сергеевна. Брат — Михаил Бонч-Бруевич (1870—1956), русский и советский геодезист, военный теоретик, участник Первой мировой и гражданской войн.
Первая жена — Вера Михайловна Величкина (1868—1918), врач, революционер.
- Дочь — Елена (1904—1985), травматолог Института скорой помощи им. Склифосовского, кандидат медицинских наук[17]; замужем за Леопольдом Леонидовичем Авербахом (1903 — 14.8.1937). Арестована 14.6.1937, осуждена к 7-летнему заключению в лагере (с 1941 года работала там врачом)[18].
  - Внук — Виктор Леопольдович Бонч-Бруевич (1923—1987), участник Великой Отечественной войны, доктор физико-математических наук, профессор МГУ; лауреат Ломоносовской премии (1980)[19].

Вторая жена (после 1918 г.) — Анна Семёновна Тинкер (1886—1956); в первом браке была за С. И. Черномордиком (1880—1943), основателем и первым директором Музея Революции.

## Адреса в Санкт-Петербурге
- 1905—1906 — Невский проспект, 142;
- 1906—1907 — 4-я Рождественская улица, 34;
- 1907 год — Херсонская улица, 1, кв. 28;
- 1917 год — Херсонская улица, 5, кв. 9.

## Награды
- Орден Ленина (9.11.1954) — за заслуги перед Коммунистической партией и Советским государством.

## Дань памяти
В честь В. Д. Бонч-Бруевича назван ряд улиц в странах бывшего СССР, в том числе:
- в Могилёве и Костюковичах (Белоруссия);
- улица в Петербурге (Россия);
- в Киеве (Украина), переименована в улицу Владимира Дурдуковского.

Дом № 5 в Большом Кисловском переулке в Москве, где в 1928—1955 гг. жил В. Д. Бонч-Бруевич, отмечен памятной доской.

## Киновоплощения
- 1963 — «Именем революции». В роли Владимира Бонч-Бруевича — Алексей Алексеев
- 1965 — «Первый посетитель». В роли Владимира Бонч-Бруевича — Герман Хованов.
- 1968 — «Шестое июля». В роли Владимира Бонч-Бруевича — Георгий Куликов
- 1969 — «Штрихи к портрету В. И. Ленина», фильм 3-й «Воздух Совнаркома». В роли Владимира Бонч-Бруевича — Галикс Колчицкий
- 1970 — «Посланники вечности». В роли Владимира Бонч-Бруевича — Ростислав Стрелков
- 1970 — «Поезд в завтрашний день». В роли Владимира Бонч-Бруевича — Георгий Куликов
- 1975 — «Доверие». В роли Владимира Бонч-Бруевича Игорь Дмитриев.

## Избранная библиография
- Бонч-Бруевич В. Д. Назарены в Венгрии и Сербии. — 1901.
- Бонч-Бруевич В. Д. Знамение времени. Убийство Андрея Ющинского и дело Бейлиса — СПБ., Жизнь и знание, 1914.
- Бонч-Бруевич В. Д. Волнения в войсках и военные тюрьмы. — Пг., Жизнь и знание, 1918., 136 с.
- Бонч-Бруевич В. Д. Из мира сектантов. Сб. статей. —М., ГИЗ, 1922. — 330 с.
- Бонч-Бруевич В. Д. Нападение бандитов на В. И. Ленина в 1919 году: (По личным воспоминаниям). — М., 1925. — 31 с.
- Бонч-Бруевич В. Д. Смерть и похороны Владимира Ильича: (По личным воспоминаниям). — М., 1925. — 39 с.
- Бонч-Бруевич В. Д. Переезд Советского правительства из Петрограда в Москву: (По личным воспоминаниям). — М., 1926. — 19 с.
- Бонч-Бруевич В. Д. Страшное в революции: По личным воспоминаниям. — М.: Акц. изд. о-во Огонек, 1926. — 46 с.
- Бонч-Бруевич В. Д. Убийство германского посла Мирбаха и восстание левых эсеров: (По личным воспоминаниям). — М.: Гудок, 1927. — 64 с.
- Бонч-Бруевич В. Д. На боевых постах Февральской и Октябрьской революций. — М.: Федерация, 1930, 1931.
- Бонч-Бруевич В. Д. На заре революционной пролетарской борьбы. — М.: Федерация, 1932. — 166 с.
- Бонч-Бруевич В. Д. Большевистские издательские дела в 1905—1907 гг.: мои воспоминания. — Л., ЛОИЗ; Тип. им. Володарского, 1933. — 196 с.
- Бонч-Бруевич В. Д. Воспоминания. — М.: Худож. лит., 1968. — 206с.
- Бонч-Бруевич В.Д. Воспоминания о Ленине. — Изд. 2-е, доп. — М.: Наука, 1969. — 518 с.
- Бонч-Бруевич В. Д. Ленин и дети. — М.:, Детская литература, 1975.
- Бонч-Бруевич В. Д. Избранные сочинения в трёх томах. — М.: Изд-во АН СССР, 1959—1963.
- Бонч-Бруевич В. Д. Наш Ильич: Воспоминания. — М.:, Детская литература, 1984.